# Le Temps des bouffons
Pour plus de détails, voir Fiche technique et Distribution.
Le Temps des bouffons est un film documentaire pamphlétaire, court métrage  de Pierre Falardeau tourné en 1985, mais diffusé seulement en 1993. 

## Synopsis
Finalisé plusieurs années après son tournage en 1985, le film utilise le banquet de fête du 200e anniversaire du Beaver Club, se déroulant à l'hôtel Reine Elizabeth, pour dénoncer le régime colonialiste qui, depuis la défaite des plaines d’Abraham, est imposé au peuple canadien-français par le conquérant anglais.

## Prix
- 1994 : Mikeldi d’or au Festival International du Documentaire et du Court métrage de Bilbao, pour le Meilleur documentaire, à Pierre Falardeau
- 1994 : Prix du Meilleur court métrage canadien au Sudbury Cinéfest, à Pierre Falardeau
- 1995 : Prix de recherche au Festival de Clermont-Ferrand

## Fiche technique
- Réalisation : Pierre Falardeau
- Production : Pierre Falardeau
- Scénario : Pierre Falardeau

## Citations
« C'est toute l'histoire du Québec en raccourci. Toute la réalité du Québec en résumé : claire, nette pour une fois, comme grossie à la loupe. »

— Pierre Falardeau

« Au Ghana, les pauvres mangent du chien. Ici, les chiens mangent du pauvre. »

— Pierre Falardeau